# عادل احمد مال‌الله
عادل احمد مال‌الله (انگلیسی: Adel Ahmed Malalla؛ زادهٔ ۱۵ سپتامبر ۱۹۶۱) بازیکن فوتبال اهل قطر بود.
از باشگاه‌هایی که در آن بازی کرده‌است می‌توان به باشگاه ورزشی الاهلی قطر اشاره کرد.
وی همچنین در تیم ملی فوتبال قطر بازی کرده‌است.